# علم النفس المقارن
يشير علم النفس المقارن إلى الدراسة العلميّة للسلوك والعمليّات العقليّة للحيوانات غير البشريّة، خاصّةً فيما يتعلّق بتاريخ تطور السلالات، وأهميّتها التكيفيّة، وتطوّر السلوك. يتناول البحث في هذا المجال العديد من القضايا المختلفة، ويستخدم الكثير من الطرق المتنوعة في البحث، كما يستكشف سلوك العديد من الأنواع المختلفة بدءاً من الحشرات حتّى الرئيسيات.
يُستخدم علم النفس المقارن في بعض الأحيان من أجل المقارنة بين الأنواع، بما في ذلك المقارنة بين البشر والحيوانات. ومع ذلك، يشعر بعض الباحثين أن المقارنات المباشرة لا ينبغي أن تكون المحور الوحيد لعلم النفس المقارن؛ وأنّ التركيز الشديد على كائنٍ حيٍّ واحد لفهم سلوكه أمر مرغوب فيه، وبشدّة. استعرض دونالد ديسبوري أعمال العديد من علماء النفس وتعريف كل عالم لعلم النفس المقارن، ووصل إلى نتيجة مفادها، أن علم النفس المقارن هو تأسيس لمبادئ العموميات التي تركز على كل من الدوافع القريبة والنهائية للحيوانات.
يسمح المنهج المقارن للمختصين بتقييم السلوك المستهدف من أربع مناظير مختلفة ومتكاملة؛ طوّر هذه التقنية نيكو تينبيرغين. أولاً، يمكن أن يسأل هذا المنهج، كيف ينتشر السلوك عبر الأنواع (مدى انتشار السلوك بين الأنواع الحيوانية)؛ ثانياً، يمكن للمرء أن يسأل كيف يساهم السلوك في النجاح الإنجابيّ مدى الحياة للأفراد الذين يظهرون السلوك المدروس (بمعنى، هل يؤدّي السلوك المدروس إلى إنتاج حيوانات أكثر ذريّة من الحيوانات التي لا تبرز السلوك المدروس؟)؛ تستند الأسباب النهائيّة التي تفسر أي سلوك على إجابتي هذين السؤالين بشكلٍ خاص.
ثالثاً، ما هي الآليات التي تشارك في تكوين السلوك؟ (المكونات الفيزيولوجيّة، والسلوكيّة، والبيئيّة، الضروريّة والكافية لتكوين السلوك)؛ رابعاً، قد يسأل الباحث عن تطوّر السلوك داخل الفرد (أي ما يجب أن يختبره الفرد من تجارب نضوج وتجارب تعليميّة واجتماعيّة، من أجل إظهار السلوك)؛ تستند الأسباب المباشرة لتوليد السلوك المدروس على إجابات هذين السؤالين بشكلٍ خاص.

## التاريخ
كتب الجاحظ في القرن التاسع الميلادي أعمالاً حول التنظيم الاجتماعي، وطرق التواصل للحيوانات مثل النمل. كما كتب العالم العربي ابن الهيثم في القرن الحادي عشر «دراسة حول تأثير الموسيقى على أرواح الحيوانات»، وهي مقالة أوليّة عن تأثير الموسيقى على الجراثيم. في هذه الدراسة، يوضّح كيف يمكن تسريع وتيرة سلوكيّات الإبل من خلال استخدام الموسيقى، ويظهر أمثلة أخرى على كيفية تأثير الموسيقى على سلوك الحيوانات، مثل الخيول والطيور والزواحف. حتّى القرن التاسع عشر، استمرّ معظم العلماء في العالم الغربيّ في الاعتقاد بأنّ الموسيقى كانت ظاهرة بشريّة واضحة، لكن التّجارب أثبتت منذ ذلك الحين، صحّة رأي ابن الهيثم الذي يقول بأنّ الموسيقى لها بالفعل تأثير على سلوكيّات الحيوانات أيضاً.
ركّز تشارلز داروين على تطوير علم النفس المقارن –من المفترض أن نتكلم عن علم النفس من حيث «ما قبل داروين» و«ما بعد داروين» نظراً لكل ما قدمه داروين لنا في هذا المجال-؛ تبنّى داروين فكرة أن أحد أهمّ العوامل التي تميّز البشر، هي القدرات الذهنيّة، والقدرات المعنويّة؛ وقال داروين أنّه من الممكن تفسير كلّاً مما سبق بالمبادئ التطوريّة؛ ردّاً على داروين، شرع جورج رومانوس في إثبات أن بعض الحيوانات تمتلك عقلاً بشريّاً بدائيّاً.
قبل نهاية القرن التاسع عشر بقليل، كان هناك الكثير من العلماء البارزين في هذا المجال، مثل دوغلاس أليكساندر سبالدينج (أوّل عالم في مجال الأحياء التجريبيّة)، حيث ركّزت أعماله على دراسة الغريزة والتطوّر البصريّ والسّمعيّ للطّيور؛ كما أكّد جاك لوب على أهميّة دراسة السّلوك بشكل موضوعي.
جرت محاولات متكررة لتطبيق منهجيات أكثر انضباطًا طوال التاريخ الحافل لمسيرة علم النفس المقارن، وأجريت أيضًا بعض الدراسات المشابهة على أنواع مختلفة من الحيوانات، فسرت نتائج هذه الدراسات من حيث خلفياتهم السلالية والبيئية المختلفة. قدم علم البيئة السلوكي قاعدة معرفية متماسكة قادرة على بلورة علم نفس مقارن حقيقي في سبعينات القرن الماضي. ومع ذلك، يتجسد الاستخدام الموسع لمصطلح «علم النفس المقارن» في أسماء الجمعيات العلمية والمجلات الأكاديمية ناهيك عن عقول علماء النفس من التخصصات الأخرى، ما يستبعد فكرة الاختفاء الكلي لمسمى هذا التخصص.
لطالما راودت علماء النفس المقارن تساؤلات ملحة حول الذكاء النسبي للأنواع المختلفة من الحيوانات. وفي واقع الأمر، تضمنت بعض المحاولات المبكرة في علم النفس المقارن الحقيقي تقييمًا لقدرة الأنواع المختلفة من الحيوانات على تعلم المهارات المتعددة. أخفقت هذه المحاولات نظرًا لعدم كفاية تطورها، سواء في تحليل متطلبات المهام المتعددة أو في اختيار الأنواع لمقارنتها. ومع ذلك، يتأثر تعريف «الذكاء» من وجهة نظر علم النفس المقارن بفكرة التجسيم، إذ يركز هذا التعريف على المهام البسيطة والمشاكل المعقدة والتعلم العكسي ومجموعات التعلم والتناوب المؤجل المترافقين مع المشكلات العملية والنظرية. عرف «الذكاء» في المنشورات على أنه كل ما هو على صلة وثيقة مع الأداء البشري، إذ يتجاهل هذا التعريف السلوكيات التي لا يستطيع البشر القيام بها (مثل تحديد الموقع باستخدام الصدى). يواجه الباحثون المقارنون مشاكلًا مرتبطة بشكل خاص بالاختلافات الفردية والدافعية والتعزيزية، إضافة إلى الاختلافات في الوظائف الحسية والقدرات الحركية والتأهب النموذجي المطابق للنوع (تطورت بعض الأنواع واكتسبت بعض السلوكيات بشكل أسرع من السلوكيات الأخرى).

## الأنواع التي تمّت دراستها
تمّت دراسة مجموعة واسعة من الأنواع من قبل علماء علم النفس المقارن؛ ومع ذلك، فقد هيمن عدد قليل من الأنواع على هذا المجال. كانت أعمال إيفيان بافلوف الأولى تركّز على الكلاب؛ على الرّغم من أنّ الكلاب في ذلك الوقت كانت عرضةً للدراسات العرضيّة، إلا أنّهم لم يظهروا بشكل بارز منذ ذلك الحين. أدّى زيادة الاهتمام بدراسة السلوك غير الطّبيعي للحيوانات إلى العودة إلى دراسة معظم أنواع الحيوانات الأليفة. بدأ ثورندايك دراساته على القطط، في حين أنّ علماء النفس المقارن الأمريكيّين، قاموا بدراساتهم على الجرذان لأسباب اقتصاديّة؛ كما قام سكينر باستعمال الحمام في دراساته.
كان هناك دائماً تركيز على دراسة الأنواع المختلفة من الرئيسيّات؛ وتم تقديم مساهمات كبيرة في علم النفس الاجتماعي والتنمويّ عن طريق دراسات هاري إف هارلو حول الحرمان الأموميّ في قرود الريسوس.
كما تم استخدام الرئيسيّات غير البشريّة لإظهار تطوّر اللغة بالمقارنة مع التنمية البشريّة. على سبيل المثال، قام غاردنير بتدريس بعض الكلمات للشمبانزي بلغة الإشارة الأمريكيّة؛ فقام ذلك الشمبانزي بنقل هذه الكلمات إلى نسله؛ تقول دراسات أخرى أن القرود لا تفهم المدخلات اللغويّة ولكنها قد تفهم المعنى المقصود من هذه المدخلات.
تشمل بقية الدراسات الحديثة، دراسة أنواع حيوانيّة أكثر ذكاءً مثل الببغاوات وخاصةً الببغاء الرمادي، بالإضافة إلى الدلافين والكلاب.

## الإدراك الحيواني
يهتمّ الباحثون الذين يدرسون معرفة الحيوان، بفهم العمليّات العقليّة التي تتحكّم بالسلوك المعقّد، وتوازي أهمية أعمالهم، أهميّة أعمال علماء النفس المعرفي الذين يدرسون سلوكيات البشر. على سبيل المثال، هناك بحث واسع النطاق على الحيوانات حول موضوع الانتباه، والتصنيف، وتكوين المفهوم، والذاكرة، والإدراك المكاني، وتقدير الوقت.
ترتبط الكثير من الأبحاث في هذه المجالات بشكل مباشر أو غير مباشر بالسلوكيّات المهمّة للبقاء في البيئات الطبيعيّة، مثل الملاحة واستخدام الأدوات والكفاءة العدديّة. وبالتالي، فإن علم النفس المقارن والإدراك الحيواني يتداخلان بشكل كبير مع فئات البحوث الأخرى.

## اضطرابات السلوك الحيواني
يدرك الجرّاحون البيطريّون أن الحالة النفسيّة للحيوان الأسير يجب أن تُؤخذ بعين الاعتبار، في حال كانوا يحاولون فهم أو تحسين صحة وسلوك ذلك الحيوان.
الأسباب الشائعة لاضطرابات السّلوك عند الحيوانات الأليفة هي عدم التحفيز أو التحفيز غير المناسب أو التحفيز المفرط. يمكن أن تؤدّي هذه الظّروف إلى اضطرابات غير متوقّع وغير مرغوب فيه، وأحياناً أعراض جسديّة وأمراض. على سبيل المثال، الجرذان التي تعرّضت لموسيقى صاخبة لفترة طويلة أظهرت اضطرابات سلوكيّة قريبة من الذهان البشري.
يُعتقد أن الطريقة التي يتصرّف فيها الكلاب تعتمد بشكل كبير على السلالة، بالإضافة إلى شخصيّة الحيوان؛ على سبيل المثال، الكلاب ضخمة البنية قد تقوم بتخريب المنزل إن لم يتم السماح لها بتفريغ نشاطها خارج المنزل يومياً. كما أن الكلاب التي تتعرّض للعنف تبدي سلوكيات خطيرة للغاية إن لم يتم علاجها بشكل مناسب.
تعتمد الدراسة المنهجية للسلوك الحيواني المضطرب على أبحاث علم النفس المقارن، ويشمل ذلك العمل المبكر على التعلم الإشراطي والإجرائي إضافة إلى دراسات علم السلوك الحيواني (الطباع) للسلوك الطبيعي. وعلى الرغم من ذلك، تعتمد هذه الدراسة أيضًا على الخبرات المكتسبة للأفراد العاملين مع الحيوانات عن كثب، وذلك في ما يتعلق بالحيوانات الأليفة على أقل تقدير.

## العلاقات البشرية الحيوانية
لطالما جذبت العلاقة بين البشر والحيوانات اهتمام علماء الأنثروبولوجيا، وذلك لكونها إحدى المنهجيات التي تفهم تطور السلوك البشري. استخدمت التشابهات بين السلوك البشري والحيواني لفهم الأهمية التطورية لبعض السلوكيات. تعكس الاختلافات في التعامل مع الحيوانات الفهم المجتمعي للطبيعة البشرية ومكانة البشر والحيوانات في مجرى الأحداث. أولي الاستئناس اهتمامًا خاصًا؛ فعلى سبيل المثال، هناك بعض المزاعم القائلة باختلاف تعامل البشر مع الحيوانات بعد استئناسها، إذ عاملها البشر وكأنها ممتلكات أو كائنات أقل شأنًا ومختلفة اختلافًا جوهريًا عنهم.
يلاحظ إنغولد أن تعليم الأطفال التمييز والفصل بين أنفسهم والآخرين في جميع المجتمعات يسفر عن رؤية الأطفال للغرباء على أنهم «ليسوا أشخاصًا» وأشبه بالحيوانات. نقل إنغولد عن لسان سيغموند فرويد؛ «لا يظهر الأطفال أي أثر للغرور الذي يحرض البشر المتحضرين البالغين على رسم خط متين وسريع بين طبيعتهم الخاصة وطبيعة جميع الحيوانات الأخرى. لا يتردد الأطفال بتصنيف الحيوانات كنظير متساو لأنفسهم». أما في مرحلة النضج، يصعب على البشر تقبل أنفسهم كحيوانات، لذا يصنفون ويفصلون البشر عن الحيوانات ويصنفون الحيوانات إلى أنواع برية وأخرى مروضة ويفصلون الحيوانات المروضة إلى حيوانات أليفة وأخرى للماشية. يمكن النظر إلى هذه الانقسامات على أنها مطابقة لانقسامات البشر، فبعضهم جزء من المجتمع البشري وبعضهم غرباء.
نشرت صحيفة «نيويورك تايمز» مقالًا يطرح الفوائد النفسية للحيوانات، أي الفوائد النفسية العائدة على الأطفال الذين يمتلكون حيوانات أليفة. أثبت أثر وجود حيوان أليف في تحسين المهارات الاجتماعية عند الأطفال. صرح الدكتور وعالم النفس المشارك في الدراسة سو دوشر في مقال صحيفة «نيويورك تايمز» قائلًا إن الحيوانات الأليفة «تجعل الأطفال أكثر تعاونًا وتشاركًا». تبين أن الحيوانات الأليفة تجعل الأطفال أكثر ثقة بأنفسهم وبقدراتهم، إضافة إلى جعلهم أكثر تعاطفًا مع الأطفال الآخرين.
علاوة على ذلك، ذكر في إحدى إصدارات مجلة «العلوم الاجتماعية والطب» خبرًا عن إجراء «دراسة استقصائية عشوائية على 339 فردًا من سكان بيرث في غرب أستراليا، إذ اختير الأفراد من ثلاث ضواح بعد إجراء مقابلة هاتفية. وجد بأن هناك علاقة إيجابية بين ملكية الحيوانات الأليفة وبعض أشكال التواصل والتفاعل الاجتماعي، إضافة إلى الانطباع الودي الذي يتركه الحي. بعد تعديل المتغيرات الديمغرافية، حقق أصحاب الحيوانات الأليفة أرقامًا أعلى في ما يتعلق برأس المال الاجتماعي والمشاركة المدنية». تتيح لنا هذه النتائج معرفة أثر امتلاك الحيوانات الأليفة على فرصنا بالخوض في التفاعلات الودية، إضافة إلى فرصنا الأخرى ببناء العلاقات الاجتماعية بين الناس.

## مواضيع الدراسة
- السلوك الفرديّ.
  - أوصاف عامّة.
  - التوجيه (التفاعل مع البيئة).
  - التنقّل.
  - السلوك الاحترازي.
  - الادّخار.
  - بناء العشّ.
  - الاستكشاف.
  - اللعب.
  - الموت الظاهري.
  - السلوكيّات المتنوّعة الأخرى.
- السلوك الإنجابي
  - أوصاف عامّة.
  - علم النفس التنموي.
  - السيطرة (الجهاز العصبي والغدد الصماء).
  - الدمغ.
  - تطوّر الخصائص/ السلوكيّات الجنسيّة.
- السلوك الاجتماعيّ.
  - التقليد.
  - السلوكيات الموروثة.
  - الغرائز.
  - العمليّات الإدراكيّة الحسيّة.
  - ارتباط السلوك بالجهاز العصبيّ والغدد الصمّاء.
  - التّحفيز.
  - التطور.
  - التعلّم.
  - المقارنات النوعيّة والوظيفيّة.
  - الوعي والعقل.

## أشهر علماء علم النفس المقارن
- أرسطو.
- فرانك بيتش.
- إف جي جي بايتيندييك.
- تشارلز داروين.
- جيمس مارك بالدوين.
- ألين وبيتريكس غاردنر.
- هاري إف هارلو.
- دونالد هيب.
- ريشتارد هيرنشتاين.
- إل تي هوبهاوس.
- كلارك هال.
- لينوس كلاين.
- فولفجانغ كولر.
- كونراد لورينز.
- إميل وولفغانغ مينزل الابن.
- نيل إي ميلر.
- جيم لويد مورغان.
- أو هوبارت مورر.
- روبرت لوكهارت.
- إيفان بافلوف.
- إيرن بيبربيرغ.
- جورج رومانوس.
- سارة شيلوورث.
- بي سكينر.
- ويلارد سمول.
- إدوارد إس تولمان.
- إدوارد إل ثورندايت.
- مارغريت فلوي واشبورن.
- جون ب واتسون.
- فيلهيلم فونت.